# 微熱DANJI
微熱DANJI（びねつだんじ）は、氣志團の弟分でバックダンサーとしても活躍する、原宿生まれ、原宿育ちの3人組アイドルグループ。星条旗のタンクトップにデニムのホットパンツという、一度見たら忘れられない強烈なスタイルで活動する。

## メンバー
- 錦織 純平（にしきおり じゅんぺい）1989年2月7日生まれ[1]。AB型。イメージカラーは水色。愛称は「ぺーやん」「純平」。リーダーとして微熱DANJIをまとめる。関西弁が時折出るが、設定上はあくまでも原宿出身[注釈 1]。2006年に錦織激団を旗揚げしてから舞台役者としても活躍。好きな言葉は「いじめ、かっこ悪いよ」。他に元ニューロティカのSHON,元氣志團の毒蝮愛等の所属するバンドの「祝い組」のメンバーでもある。
- 星屑 輝矢（ほしくず てるや）本名：村田 輝矢（むらた てるや）1989年9月9日生まれ。A型。イメージカラーはピンク。愛称は「テルヤ」。役割は、一言でいえば王子様（プリンス）。設定上は原宿出身[注釈 2]。氣志團『SECRET LOVE STORY』のPVに出演、高い演技力も持ち合わせる。好きな言葉は「レディーファースト」。DJ OZMAのバックダンサー・サイドヴォーカル夜王純一と同一人物であると言われている。好きなタレントは、京本政樹。
- 二階堂 腱ヂ（にかいどう けんぢ）1990年2月21日生まれ。血液型不明。イメージカラーはレモン色。愛称は「ニカケン」。弟的存在で、ふわふわした発言をよくする。設定上は原宿出身[注釈 3]。好きな言葉は「レッツビギン！とにかく何かを始めよう！」。好きなタレントは、葉加瀬太郎。趣味は、バイオリン。愛称「ニカケン」と共に「けんちゃん」の呼び名でも 親しまれている。

## 来歴
- 元々は、氣志團のバックダンサー・網走J.Jr（あばしりジャニーズ・ジュニア）の5名のうち3名。 初期の網走J.Jrは現在の微熱DANJIの格好と大きな変化は無いものの、氣志團の雰囲気に合わせたサングラスの着用やオールバックのような髪型など、やや怖めなダンディなオジサン調のダンサーであった。
- 2003年8月29日　氣志團万博 (2003年、木更津で開催された、最初の氣志團万博)　前日ということで、網走J.Jr が、『 綾小路"セロニアス"翔のオールナイトニッポン 』 にゲスト出演。その際、星屑輝矢（と思われる人物）が大暴走。 綾小路の友達でズブの素人・高田馬場文夫が、彼を必死にフォローしていたのが 印象的な一幕があった。
- 2004年　氣志團の全国ツアー「氣志團列島-Japanolomania」で微熱DANJIとして派生し、プレ・デビューを遂げるが、その時は綾小路の策略により一時の夢に終わる。
- 『学校へ行こう!』 へ氣志團が出演した際、B-RAP HIGH SCHOOL にゲストで参加。 嶋大輔『男の勲章』の替え歌を歌い、出演を果たす。
- 2004年9月22日　記者会見を開き、綾小路翔トータルプロデュースの下、東芝EMIよりメジャーデビューすることを発表。
- 2004年11月7日　ラフォーレ原宿でシークレットライブを敢行。思いの外観客が集まり、周辺が大混乱に陥ったため予定より1時間早くスタート。
- 2004年11月25日 『甘い眩暈』でメジャーデビューを果たす。オリコン初登場28位（25日付けデイリー8位）。
  - 作詞・作曲/綾小路翔。氣志團の1stアルバム『1/6 LONELY NIGHT』に収録されている楽曲を、アイドル歌謡曲風（光GENJI『パラダイス銀河』風）にアレンジ。振り付けはラッキィ池田が担当。
- 2004年11月27日　氣志團現象最終章ツアーファイナルの東京ドーム公演でデビュー後、初のお披露目。マネージャー・明星真由美と共に 大幅な時間を割いてステージを占領する。
- 2004年12月9日　 新宿LOFT「スペースシャワー列伝 第45巻 ～祭の宴～」にて、初の単独出演（スペースシャワーTVにて後日放送された）。
- 2004年12月22日　新星堂PRESENTS 微熱DANJIスペシャルイベント。ファーストCD発売記念のイベントで、ステージと握手会が催された。
- 2005年3月7日　　新宿タワーレコードにて、ラジオ出演とイベントが催される。店舗内にて、ラジオの公開収録、並びに握手会が行われた。
- 2005年3月21日　新星堂PRESENTS 第２回微熱DANJIスペシャルイベント。セカンドCD発売のイベント。同じくステージと握手会が催された。
- 2005年4月1日～ 1年間の期間限定で、公式ファンクラブ「37.2部」が発足。会報や、会員の証しとして、メンバーと同型のペンダントなどが配布された。
- 2005年4月24日　日比谷野外音楽堂で開催された「エンタメ祭！2005春」に、微熱DANJI単独で参加。
- 2005年5月8日　 微熱DANJI、ワッツイン公開取材が行われる。その模様は　後日発売の、雑誌「WHAT'S IN?」に掲載された。
- 2005年5月23日　初の地方ライブを仙台で行った際、メンバーの二階堂は、誰よりもリラックスしていた。
- 2005年6月23日　初のワンマンライブ「FIRST KISS～恋、知り初めし頃に～」を、渋谷AXにて開催。この日も二階堂は、誰よりもリラックスしていた。
- 2005年6月26日　仙台での初の地方ライブ、ワンマンライブに続き、名古屋で行われたライブにも、微熱DANJI単独で参加。
- 2005年8月7日　「ROCK IN JAPAN FESTIVAL2005」DJ BOOTHに微熱DANJIの出演決定。真夏の熱気の中、ステージを披露した。
- 2005年8月8日　　氣志團スペシャルGIG 第一回男闘呼塾SUMMIT「One Night Carnival」に登場。4曲を披露し、オープニングアクトを務める。
- 2005年8月23日　CBCラジオ『ハイパーナイト』公開録音「ナガシマ夏フェスタ2005」をナガシマスパーランドにて開催。公開録音に参加し、ステージに出演する。
- 2005年8月26日、9月23日　原宿・Blue Jay Wayにて「ハプニング喫茶 微熱café」を開催。3人それぞれが考案したメニューやショーで、ファンをもてなした。
- 2005年9月14日　『SMA☆アーティストpresents 「SMAバリ3カーニバル」』１日目に出演。(その模様は、後日  MUSIC ON! TVにて ON-AIRされた。）
- 2005年9月-10月　微熱DANJIワンマンでのファーストコンサートツアー「FIRST KISS」を開催。全国9ヶ所をめぐり、日程・場所は 下記の通り行われた。

| 日程    | 場所                      |
| ------- | ------------------------- |
| 9月19日 | 鹿児島CAPARVOホール       |
| 9月20日 | 福岡Be-1                  |
| 9月22日 | 広島ナミキジャンクション  |
| 9月28日 | 新潟JUNKBOX               |
| 9月29日 | 仙台BEEB BASEMENT THEATRE |
| 10月1日 | 札幌PENNY LANE            |
| 10月4日 | 高松DIME                  |
| 10月5日 | 大阪BIG CAT               |
| 10月6日 | 名古屋Electric Lady Land  |

- 2005年10月　氣志團「DJオズマのアゲアゲ☆EVERY騎士(ナイト)！」 (東京、名古屋、大阪）にて、トップバッターで微熱DANJIが出場（MUSIC ON! TVで、後日その様子が放映された）。
- 2005年11月2日-7日　微熱DANJI ファンクラブ旅行　(３泊６日間)　オーストラリアパースにて開催。 この時に、メンバー二階堂が誘拐されたが、４時間後に無事保護される。 それでも それでも 二階堂は、誰よりもリラックスしていた。
- 2005年11月16日　「エンタメ祭!2005春」に続き、Shibuya O-EASTにて「エンタメ祭!2005冬」が開催される。微熱DANJIも春に続き出演を果たす。
- 2006年4月4日　富士急ハイランドに、氣志團10周年とコラボした新車両『フジヤマ氣志團號』誕生。オープニングセレモニーにオープンカーで氣志團、バイクで微熱DANJI登場。氣志團號、第一号に乗車し 開幕式を盛り上げた。
- 2006年5月7日・27日　梅田SHANGRILA(5/7大阪)、表参道FAB(5/27東京）にて、ファン感謝祭を開催。トーク中心のステージと、握手会が行われた。
- 2006年6月10日　仙台、名古屋などに続き、微熱DANJI単独で、東京・渋谷にて行われたライブに出演し、会場を盛り上げた。
- 2006年8月26日−27日　の2日間、極東NEVER LAND（ 通常は富士急ハイランドと呼ばれている ) にて、『KISHIDAN 10th ANNIVERSARY SPECIAL 氣志團万博2006“極東NEVER LAND”』に出演。 網走J.Jrとして、「恋人」を披露した。
- 2009年7月−8月　氣志團現象2009 MIDSUMMER CARAVAN TOUR「ON THE STREET」－AFTER PARTY－ (仙台、名古屋、大阪)に、「青春スカイライン・ファントム」が流れる中、微熱DANJIステージに登場。
- 2010-2011年　氣志團現象2010 A/W HALL GIG TOUR ROCK'N'ROLL GRAFFITI にて、「黒船のペリーズ」として前座を務めた。（公式ＨＰ有)
- 2011年　氣志團現象2011 極東ロックンロール・プリスクールにて、「微熱SHINSHI」としてプレ復活。大変にエッジの効いたブラックジョークな設定で、絶妙な『甘い眩暈』を披露。
- 2011年　氣志團結成15周年関連のGIGで、眉唾な設定の中、二カケンのソロデビュー発言。デビュー曲「FOR YOU」カップリング曲「勝ち獲れ！野性！」を披露。 司会進行などで活躍した、　テルヤ、ぺーやんが、全身ウサギタイツにオッサンマスクな姿になり、それを後ろに従える爽やかな二カケン。 未だソロデビューの様子はない。
- 2013年-2014年　気志團大パニック!! ～綾小路 翔殺人事件～(東京、名古屋、大阪）舞台公演に、ぺーやん演出、微熱DANJIとして出演。(DVD化、絶賛発売中)
- 2014年4月26日　氣志團結成17周年＆綾小路翔生誕日特別記念GIG「愛 羅 武 勇」にて、アンコールのオープニングで、微熱DANJI登場。「TEENAGE PIRATE」を披露。

　　　　　　　　　　この時、團長綾小路翔氏より、あらためて微熱DANJIのイントロデュース(紹介)がされる。微熱DANJIデビュー10周年おめでとう！！を、絡めてのコメント。
　　　　　　　　　　「 初めての人は知らないだろうけど、彼らは、氣志團のGIG（万博、PV等）では色々務めていて、時には女装、時にはバックダンサー、時には演技などをしたり、
　　　　　　　　　　とても素晴らしい、縁の下の力持ちで、本当に感謝しています 」等、團長お馴染みの軽妙なトーク、ブラックジョークを交えながらも、労いの言葉が印象的な一幕となった。
- 2014年5月28日・6月1日   　オフィス男闘呼塾エンターテインメント Presents 氣志團現象2014「極東ロックンロール・ハイスクール 第弍章」#37 サンボマスター vs 氣志團 極悪さんぼ～美しくない人間たちの日々～（5/28 赤坂BLITZ）、 　春日組魂2014　（6/1 TOKYO DOME CITY HALL）　にて、「氣志團万博2014出演枠争奪!? ～仁義なき前座試合～」 と題し、 　I's、 Lucy～en～roulette　と共に、微熱DANJI出場。　「青春スカイライン・ファントム」　「甘い眩暈 Short ver.」　を披露した。
- 2015年1月−5月　氣志團現象2015 日本全國HALL GIG TOUR「週末大パニック！超激突！！」にて、龍華楼 として活躍。 初日のみ、スクリーンに「微熱DANJIデビュー10周年」が映し出され、デビュー当時の映像とともに、甘い眩暈、涙BOY涙GIRLが披露された。氣志團も着替えたり、共に歌い 踊りと、微熱DANJIをあらためて祝った。
- 2015年8月1日　結成10周年記念トークライヴ「微熱DANJI 10周年記念トークライブ　～なのに、あいつ来れないってよ。～」を、阿佐ヶ谷ロフトAにて開催。 リーダーの錦織純平は欠席。昼と夜の2部構成で、夜の部には綾小路翔が飛び入り参加。
- 2015年9月19日・20日　「氣志團万博2015～房総!抗争!天下無双!妄想!狂騒!大暴走!～」 DJ BOOTH STAGEにて、9年ぶりの単独出演を果たす。約500人のヴィネツィアンに迎えられ、斬新な演出を取り入れながら、「青春スカイライン・ファントム」「甘い眩暈」を披露した。
- 2015年9月23日 　「微熱DANJI10周年記念トークライブ Vol.1」を、阿佐ヶ谷ロフトAにて開催。3人揃っての初めてのトークライブとなった。前回と同じく2部構成で、2部には綾小路翔、小休止前の森山直太朗が急遽 登場した。
- 2015年10月12日 　「微熱DANJI10周年記念トークライブ Vol.2」を、阿佐ヶ谷ロフトAにて開催。同じく2部構成。この日、年明けにワンマンライブが行われる　という、サプライズな発表があった。1部には、今回も飛び入り参加があり、微熱DANJI・氣志團と かねてより親交の深い、ピン芸人のまちゃまちゃが登場し、ステージを盛り上げた。綾小路翔は仕事のため来場せず、一同をホッとさせた。
- 2016年1月9日LIQUIDROOMにて2ndコンサート「Sweet Ten～きっと青春が聞こえる～」を開催予定。綾小路翔の命により、1000枚のチケットを完売させないとガチで解散という試練が課される。
- 2018年10月7日・8日に鹿児島市で開催された「THE GREAT SATSUMANIAN HESUTIVAL 2018」に出演[4]。

## 作品

### シングル
- 甘い眩暈 (2004.11.25)
- 涙BOY涙GIRL (2005.2.23)

### 未発売作品
- 鉄のハート
- 青春スカイライン・ファントム